# José Madero
José Madero Vizcaíno (Monterrey, Nuevo  León, 1 de septiembre de 1980), conocido como Pepe Madero, es un cantante, compositor y abogado mexicano. 
Inició su carrera musical como vocalista en la reconocida banda mexicana de rock PXNDX, desde su formación en 1996 hasta el anuncio de su descanso indefinido en 2016. Desde ese mismo año se ha dedicado principalmente a su carrera como solista.

## Biografía
José Madero nació en Monterrey, pero ha vivido toda su vida en el municipio de San Pedro Garza García, Nuevo León, donde desde pequeño fue familiarizándose con distintos géneros del rock, desde el glam rock hasta el punk rock, grunge y rock alternativo. El gusto por esta música le llevó a aprender a tocar la guitarra. Tras varios cambios de estilos y alineación, surgiría Panda en el año de 1996.
Estudió Derecho en el Instituto Tecnológico y de Estudios Superiores de Monterrey (ITESM), de la cual se graduó en el año 2003 (cuenta con la Cédula Profesional número 4018873). Sin embargo, su pasión por la música lo obligó a dejar de lado su carrera profesional.
Además de la composición de canciones, José Madero ha incursionado en el mundo de la escritura, cuenta con tres libros publicados, su primer libro "Pensándolo bien, pensé mal" en el año 2014, el cual consiste en, un recuento de anécdotas personales y musicales que vivió. Dos años después lanzaría su segundo libro, "Odio odiar", que cuenta con una colección de ensayos sobre diversos temas que cuestionan la jerarquía intelectual de la raza humana. "Pesadillas para cenar" es el nombre de su tercer libro. Es un libro de terror para niños que vio la luz el 14 de septiembre de 2018. 
Actualmente, José Madero presenta todas las semanas el podcast "Dos Nombres comunes" en compañía del empresario sueco Andreas Östberg.

## PXNDX
En 1996 nace Panda, una banda que forma junto a Ricardo Treviño, Jorge Luis Garza "Ongi" y David Castillo, José Madero tomó el papel de vocalista al perder un volado. En el año 2000 editan su primer disco, Arroz con leche, donde su reconocimiento fue local; su fama y reconocimiento tanto nacional como internacional llegarían en el tercer disco titulado, Para ti con desprecio (2005).

## Magnolia y los No Me Olvides
Magnolia y los No Me Olvides fue un proyecto musical de folk rock conformado por José Madero y Ricardo Treviño, creado en palabras de José Madero; en los primeros meses de Panda como un "plan B" por si la anterior mencionada no alcanzaba ningún éxito. Se trataba de un proyecto un tanto secreto pero fue imposible confundir la voz del cantautor. Vio la luz un demo con 11 temas, cuya principal temática era el desamor.
En el Tour Carmesí José interpretó dos canciones de este proyecto ("El Duro Camino Hacia Volver a Empezar" y "Las Cosas Más Bonitas") revelando después que en ese momento de su carrera como solista no tenía suficientes canciones para su gira y decidió integrar por única vez estos dos temas.

## Carrera como solista

### Carmesí
La madrugada del 29 de febrero de 2016, horas después de su último concierto con Panda en la Arena Ciudad de México, se lanzó en plataformas digitales su primera canción como solista, titulada "Lunes 28". 
Dos semanas después, Madero dio la noticia de su primer álbum solista titulado Carmesí, producido por él mismo, y que salió a la venta el 29 de abril del 2016. El disco logra altas ubicaciones en los charts de ventas durante sus primeras semanas, tanto en iTunes como en la tienda de discos en físico Mixup, manteniéndose entre los 10 discos más vendidos en México durante mayo, de acuerdo a Amprofon. Carmesí logra convertirse en disco de oro meses más tarde, en octubre, y es la misma asociación Amprofon la que en noviembre del 2016 certificaría oficialmente a Carmesí como disco de oro, por conseguir más de 30 000 copias vendidas, y como Disco de platino en febrero del 2018, tras superar los 60 000 ejemplares vendidos.
La composición del disco tuvo dos etapas: la mayoría de ellas fueron escritas entre el 2008 y el 2010, pero nunca fueron usadas para ningún proyecto de Panda, ni tampoco para externos. Es a partir del hecho del descanso de la banda que Pepe decide tomar esas canciones y grabarlas, junto con otras compuestas durante el 2015 especialmente para el disco. En total, el álbum contiene 13 canciones, las cuales, según el cantautor, no varían mucho de Panda líricamente puesto que era lo que Madero aportaba al grupo, pero musicalmente es un estilo diferente a lo que conocíamos de él. Experimenta con nuevos sonidos, ritmos e instrumentos.
Debido al gran éxito de Carmesí, el 28 de octubre de 2016 sale "Carmesí Deluxe", una reedición de su primer disco, que incluye como extra 2 canciones inéditas, 3 covers, y un DVD del proceso de grabación del disco y explicación del significado de algunas canciones.
El primer sencillo oficial del disco, Plural Siendo Singular, se estrenó y se puso a la venta el día 8 de abril del 2016, logrando más de 30 millones de visitas en Youtube. Además, logra posicionarse como una de las 10 canciones de pop en español más tocadas en radios mexicanas durante mayo y junio, así como estar dentro del Top 30 General (incluye música regional y Pop Anglo) durante los mismos meses, de acuerdo a Monitor Latino.
El segundo sencillo del disco es la canción Sinmigo, lanzada oficialmente el 19 de agosto, tanto en radios como el video oficial. El video es una analogía de lo ocurrido con el cantante en una firma de autógrafos en abril de 2016. La canción también logró mantenerse durante semanas en los ránquines de las canciones más tocadas en las radios mexicanas.
Fue esta alta rotación en radios lo que llevó a monitorLATINO a nombrar a José Madero como el Artista Revelación México del 2016, destacando los frutos de su primer trabajo como solista durante el año.
El tercer y último sencillo de Carmesí fue Literatura Rusa, lanzado el 30 de enero de 2017. Madero eligió esta canción, por sobre otras favoritas del público, por considerarla una de las canciones más amigables del disco, siendo una balada pop muy digerible, además de afirmar que es una en la que mejor canta. El video que acompaña la canción fue grabado en El Paso, Texas en septiembre de 2016, y está basado en un cuento del autor favorito del cantante, Stephen King ("The man who loved flowers", incluido en el libro Night Shift). La historia del cuento, y, por tanto, del video, no guarda relación alguna con la letra de la canción, pero marca un comienzo definido por parte de Madero de querer agregar a sus videos musicales un tinte de terror.

#### Sencillo Navideño
José Madero decidió darle a sus aficionados un regalo de Navidad, lo cual fue una canción navideña muy a su estilo oscuro. La canción no forma ni formará parte de ningún disco. José Madero mencionó que siempre tuvo ganas de hacer una canción sobre una Navidad triste. Esta sería Rompope para uno, y fue dada a conocer por Madero en su nueva página oficial www.josemadero.com siendo ofrecida para descargarse de manera gratuita como un regalo a los fans.

### Noche
José Madero anuncia su segundo disco solista titulado "Noche". El disco cuenta con 13 canciones.
Representa el color negro, para así seguir con su temática de colores.
Se desprenden éxitos como Noche de brujas, MCMLXXX, Noche de discoteque, entre otras. Según palabras del autor el hilo conductor sería el que las canciones hablarían de diferentes actividades nocturnas. En cuanto a sonido, el compositor argumenta que está más cargado de guitarras (no distorsionadas) que antecesor "Carmesí". El álbum salió a la venta el 28 de julio de 2017.

### Alba
El día 21 de febrero de 2018 mediante una conferencia de prensa, José Madero anuncia el lanzamiento de Alba, siendo el tercer álbum en solitario del cantante y que contendrá diez temas inéditos. Siguiendo con la temática de colores, será el disco blanco y como novedad, fue lanzado solamente en formato digital en plataformas de música en streaming el 16 de marzo, y se pudo adquirir físicamente el 14 de abril de 2018 en el show conmemorativo de su lanzamiento en el Pepsi Center. Posteriormente se puso a la venta en tiendas físicas.

### Psalmos
A mediados del 2018, Madero anunció que haría un viaje al pueblito estadounidense Camden (Maine) para escribir las letras del que sería su cuarto disco como solista. El lugar tiene un significado especial para el cantante por ser cercano a las áreas en que nació Stephen King, misma área en la que se desarrollan la mayoría de sus historias, y además por ser el mismo lugar al que acudió para, 10 años antes, escribir las letras del disco doble de PXNDX, Poetics.
La idea original para el contenido lírico del disco era basarse en la novela de Peter Pan, pero una vez en Maine las letras se volvieron más personales y sobre el año 2018 de José, que, según él mismo, hizo que se volviera el disco más personal y doloroso de su carrera, teniendo incluso miedo de tocarlo en vivo.
El disco fue grabado en enero y mezclado en abril de 2019 en Monterrey. El 18 de mayo se lanza Padre Nuestro, presencillo del disco, y el 25 de julio sale el primer sencillo oficial, Codependientes, en colaboración con la cantante chilena Cami. La salida del álbum en su totalidad estaba planificada para el 5 de octubre del mismo año, pero debido a que comenzaron a filtrarse fragmentos en mala calidad de las canciones, su lanzamiento oficial en plataformas digitales se adelantó para la madrugada del 6 de septiembre, tal y como comunicó el artista dos horas antes en una transmisión en vivo en Instagram. La distribución en físico, en tanto, sería desde el 13 del mismo mes.
Para la grabación de Psalmos, Madero trabajó con su equipo de siempre, la banda que lo acompaña en vivo bajo la dirección de Rodrigo Monfort. Sin embargo, este cuarto disco cuenta con dos particularidades importantes: es el primer disco de su carrera solista que no es producido totalmente por él mismo, ya que se incluyó el trabajo de producción de Flip Tamez, guitarrista de Jumbo, aportando sobre todo al sonido de las guitarras y al estilo "Britpop" con que el cantante describe el sonido este disco. Además, Psalmos incluye la primera colaboración que José Madero ha incorporado en un disco suyo (y la primera de toda su carrera grabada en estudio si se considera también la discografía de PXNDX), para la cual invitó a Cami a cantar la ya mencionada Codependientes, pues la letra es literalmente una conversación que pedía la voz de una mujer obligatoriamente.

### Giallo
A consecuencia de la cuarentena por el virus COVID-19, José Madero, realizó una serie de directos en su cuenta de Instagram. En el último mencionó que ha estado componiendo, y que escribió 15 canciones, las cuales, se estarían grabando en los próximos meses. La temática del disco es las enfermedades mentales, como fue el tema de su sencillo independiente titulado Riesgo de Contagio. Otra de las temáticas exploradas en la producción sería la propia muerte de Madero y las situaciones que desembocarían tal suceso.
El 11 de junio de 2020, José Madero, subió una foto a su cuenta de Instagram, donde se le puede ver en el estudio, con el productor de su último disco, Flip Tamez, guitarrista del grupo de rock mexicano Jumbo. A lo largo del mes de agosto se han visto varias historias suyas en Instagram, donde muestra el proceso de grabación de la mano de su banda. Todo esto bajo el alias de #MaderoV (haciendo referencia a que esta es la quinta producción del cantautor).
A principios del mes de octubre de 2021, José Madero dio a conocer el nombre del primer sencillo de su quinto álbum, el cual se titula Quince Mil Días y que fue estrenado el día 14 de octubre en todas las plataformas digitales, junto a su correspondiente videoclip. Días más tarde, Madero dio a conocer vía Instagram que su quinto disco de estudio llevará como nombre Giallo y su color representativo será el amarillo- El 24 de noviembre de 2021, José Madero dio a conocer a través de redes sociales el lanzamiento del segundo corte de Giallo, titulado "Cerraron Chipinque", mismo que se estrenó el día 3 de diciembre del mismo año, a inicios de 2022 reveló el tercer corte del nuevo álbum, sencillo que esta vez llevaría por nombre "La Herida", donde se aprecia una melodía ochentera y más alegre, el sencillo fue estrenado el 27 de enero de 2022. El día 8 de marzo compartió en redes lo que sería el cuarto sencillo del nuevo álbum que ahora llevaría por nombre "Nadie Más Vendrá" y que fue estrenado el 17 de marzo. El 10 de abril anunció el quinto y último corte antes del estreno de Giallo, titulado "Soy El Diluvio", el sencillo se estrenó el día 21 de abril. El 26 de mayo del 2022 fue lanzado el disco "Giallo" en plataformas digitales, junto al videoclip de la canción "Documentales", la cual también forma parte del disco, y a la cual Madero describe como "la letra mas oscura que he escrito durante mi carrera".
El 28 de Abril, Madero ofreció una conferencia de prensa en el Auditorio Nacional (lugar donde se presentó el 10 de junio del 2022) para dar a conocer la gira del disco, llamada "Giallo Fantastique Tour". En dicha conferencia también le otorgaron el disco de oro de su álbum anterior, Psalmos, por sus más de 35 mil unidades vendidas y 70 millones de reproducciones en las diferentes plataformas de streaming.

### Aurora (EP)
Meses después de haber lanzado Giallo, José reveló en una entrevista que estaba comenzando a escribir y componer canciones en acústico para lanzar un EP en el cual vendrían 6 canciones las cuales verían la luz a principios del 2023. 
El 23 de noviembre de 2022 ofreció una conferencia de prensa en la Arena Ciudad de México (recinto donde se presentó por primera vez en su carrera solista el 4 de febrero del 2023) en la cual dijo que el EP estaba listo y sus temas tocan la lucha que el mismo José lleva al ser la persona que es o cualquier persona en su posición puede llegar a pasar; también confesó que  tocará fibras muy sensibles en su vida y será más existencial que su anterior entrega, Giallo
El 4 de febrero del 2023 durante su concierto en la Arena Ciudad de México fue anunciado "Aurora" el nuevo EP con fecha de lanzamiento para el 16 de Marzo y también se anunció el lanzamiento de "Nueva Inglaterra", canción que forma parte del EP, la cual fue lanzada el 16 de Febrero.
Aurora al ser un EP, no sigue con la temática de representar con un color a un álbum de José.

### Sarajevo
Sarajevo es el sexto álbum de estudio del cantante mexicano José Madero. Fue lanzado el 27 de septiembre de 2024.
El 29 de febrero de 2024, Madero estrenaba su nuevo sencillo «Día de Mayo» (el cual cuenta con su propio videoclip) y «Hablemos del campo» como parte del nuevo proyecto. Posteriormente, se lanzarían dos canciones donde sólo una contaba con su videoclip musical, siendo los siguientes «Rey ahogado» (el cual, cuenta con la participación del cantante venezolano Lasso) y «Luciérnaga», canción que aborda el tema de los feminicidios a través de la colaboración de Becky Espinosa, madre de una víctima. Posteriormente, se presentaron dos más: «Cum laude» y «Suspira sobre mí». Luego se anunciaría a «Gardenias '87» y «Érase una bestia»; donde finalmente el 27 de septiembre, el álbum se estrenaría junto al sencillo «Dafne» el cual cuenta con la participación especial de la cantante mexicana Sofía Thompson.
Las canciones presentan el estilo clásico de Madero, junto a ritmos asimilados entre pop rock, balada y rock alternativo.
Aunque no hay una temática con respecto a las canciones en general, se considera a este como el más personal en la carrera de Madero, así como el significado en el nombre y el color morado que prevalece en el álbum.

## Carrera como escritor

### Pensándolo bien, pensé mal
En 2014, José Madero publica su primer libro autobiográfico “Pensándolo Bien, Pensé Mal” el cual fue escrito por Pepe durante un período de tres meses en el año 2012. De estos meses de trabajo salieron 321 páginas, divididas en 11 capítulos que funcionan como una plática directa con sus fans; o como él le llama, una conversación unilateral. También es una colección de pensamientos y anécdotas que nos acercan a su percepción del mundo, su sociedad y el medio en que se desenvuelve; todos los lugares donde la felicidad puede ser encontrada… o tal vez no. Así lo describe un fragmento de su libro.
Fue editado en noviembre de 2014 en Castellanos Editores con el apoyo de Class Activa, iniciando su primera edición con un tiraje de 4000 ejemplares. Luego de solo un par de meses a la venta fue necesario sacar nuevas ediciones, contando con más de cuatro hasta la fecha. En noviembre de 2015 es publicada una versión digital de Pensándolo Bien, Pensé Mal con una portada exclusiva para este formato.

### Odio odiar
El 23 de noviembre de 2016 lanza a la venta su segundo libro, titulado Odio Odiar, el cual rápidamente logra altas ventas, consagrándose como uno de los libros más vendidos en la FIL 2016, en Guadalajara.
En "Odio odiar", Madero no habla de su paso como vocalista de Pxndx, ni de la música que el grupo publicó, "no es un libro autobiográfico", dijo. Explicó que en este trabajo expresa cómo piensa respecto al mundo, "por ello creo que le puede interesar a alguna persona ajena a mí, pues en él hablo hasta de la selección mexicana (de fútbol)".

### Pesadillas para cenar
Con esta tercera publicación, el autor se adentra por primera vez en la ficción, más específicamente en la literatura infantil y en el género del terror. La novela narra la historia de un grupo de 6 amigos que se ven enfrentados a todo tipo de criaturas y monstruos en un mundo que es literalmente una pesadilla, pesadilla de la cual podrían no despertar jamás. Una historia que podría pensarse, en palabras del mismo Madero, como "una combinación entre la telenovela Carrusel y las películas de Freddy Krueger".
La temática del libro proviene del marcado interés de José Madero por la novela de horror, gusto que acarrea precisamente desde su niñez, motivo que le orilló a explorar el mercado de este género para atraer a aquellos niños que disfrutan asustarse. Se trata, además, de la culminación casi una década después del primer esfuerzo del músico por escribir un libro, proyecto que decidió dejar en pausa para primero probar con la escritura de no ficción. Tiene un total de 208 páginas y cuenta con ilustraciones.
El libro salió a la venta en formato físico el 14 de septiembre del 2018, inicialmente solo en México, y el mismo día estuvo disponible en formato digital en el resto de Latinoamérica y España a través de las páginas de la Editorial Planeta de cada país, y a nivel mundial en iTunes, Google Libros y otras plataformas. Este es el primer trabajo de Madero en ser publicado por una editorial internacional y no independiente: Planeta Junior (parte del Grupo Planeta), permitiendo así su venta en una variedad de tiendas y países.

## Discografía
Con PXNDX
- Arroz con leche (2000)
- La revancha del príncipe charro (2002)
- Para ti con desprecio (2005)
- Amantes sunt amentes (2006)
- Sinfonía soledad (2007)  (en vivo)
- Poetics (2009)
- MTV Unplugged (2010)  (en vivo)
- Bonanza (2012)
- Sangre fría (2013)

Como solista
- Carmesí (2016)   60.000
- Noche (2017)  30.000
- Alba (2018)
- Psalmos (2019)  35.000
- Giallo (2022)
- Aurora (EP) (2023)
- Sarajevo (2024)

 Singles independientes
- 10 Lagartijos (2001)
- Rompope Para Uno (2016)
- Ojalá (2018)
- Final Ruin (2019)
- Riesgo de Contagio (2020)
- La Petite Mort (2020)
- Mercedes (2021)
- Teoremas, etc. (2021)
- Peonías pt. 3 (2021)

- Invócame (2021)
- Campeones del Mundo (2025)
- Rayo de Luz (2025)
- Zero (2025)
- Mentón Abajo (2025)
- El Méndigo Día del Padre ft. Mijares (2025)

 Homenaje
- Corazón De León (2021)

## Banda Solista
En la actualidad (2025), la banda que acompaña a José Madero está compuesta por los siguientes músicos:
- Rodrigo Montfort - teclados
- Germán Gallardo - guitarra eléctrica
- Ricardo Trujillo "Muela" - bajo
- Gerardo Arizpe - batería
- Rulo García - percusiones
- Zaira Jabnell - Coros, guitarra acústica

## Giras musicales
- Tour Carmesí (2016 – 2017)
- Una Noche con José Madero (2017 – 2018)
- Ébano y Marfil  (14 de abril de 2018)
- Tour 2019: José Madero en Concierto (2019)
- Psalmos 19:20 (2019 – 2020)
- Canciones Míseras (2021 – 2022)
- Giallo Fantastique Tour (2022)
- Giallo Fantastique Tour II (2023)
- Ciao Giallo (2023 - 2024)
- José Madero En Concierto (2024)
- Sarajevo La Gira (2024 - 2025)

## Colaboraciones y duetos
José Madero ha sido invitado a participar en las siguientes canciones y discos con otros artistas:
- «10 Lagartijos» - Gerardo Rocha (para el álbum Oso Mocoso) (2001)
- «Melancolidos» - Tolidos (2003)
- «Tu amiga» - Doble Dos (2004)
- «Amigo Bronco» - Junto a Luis Cortés (Tolidos) y José Guadalupe Esparza (Bronco) (para el álbum Tributo al más grande) (2007)
- «Somos Iguales» - Hermanos Caballero (2011)
- «Tumble» - Charming Liars (2015)
- «Rómpase el Vidrio en Caso de Emergencia» - Allison (2016)
- «Nada Que Me Recuerde a Ti» (para el álbum tributo Todos somos MAS) (2018)
- «La Búsqueda del Tiempo Perdido» - Andrés Canalla (2018)
- «Instinto Animal» - Serbia (2019)
- «Las Horas» - Dromedarios Mágicos (2021)
- «De mí, de mí, de mí» - Lasso (2021)
- «Life With A View» - Cold Years (2021)
- «The Unforgiven» (para el álbum The Metallica Blacklist, Metallica) (2021)
- «- es + (Menos es Más)» - Kordelya (2022)
- «Yo Sí Me Veía Contigo» - José Esparza (2023)
- «Te soñé» - Pol (2023)
- «Al voluntario» - Paty Cantú (2025)
- «Méndigo Día Del Padre» Canción a dueto con Manuel Mijares

## Redes sociales oficiales
- Canal oficial en YouTube
- Cuenta oficial en Instagram

- Página oficial de Facebook
- Cuenta oficial de X